# Hendrik Beikirch
Hendrik Beikirch (Kassel, 6 maart 1974) is een Duits beeldend kunstenaar. Hij is vooral een graffiti- en streetartkunstenaar, die ook de tag of artiestennaam ecb gebruikt.

## Levensloop
Hendrik Beikirch werd geboren op 6 maart 1974 in Kassel. Hij woont en werkt in Koblenz.

## Werk
Beikirch vervaardigt vaak meer dan levensgrote zwart-witportretten, die als muurschilderingen op onder andere flatgebouwen worden aangebracht. Hij exposeerde, vaak in groepsverband, in verschillende landen, waaronder Nederland, Zuid-Korea en Denemarken. Slechts een deel van Beikirchs werk is bedoeld om langer dan de duur van de expositie of het festival waaraan hij meedoet te blijven bestaan.

## Galerij

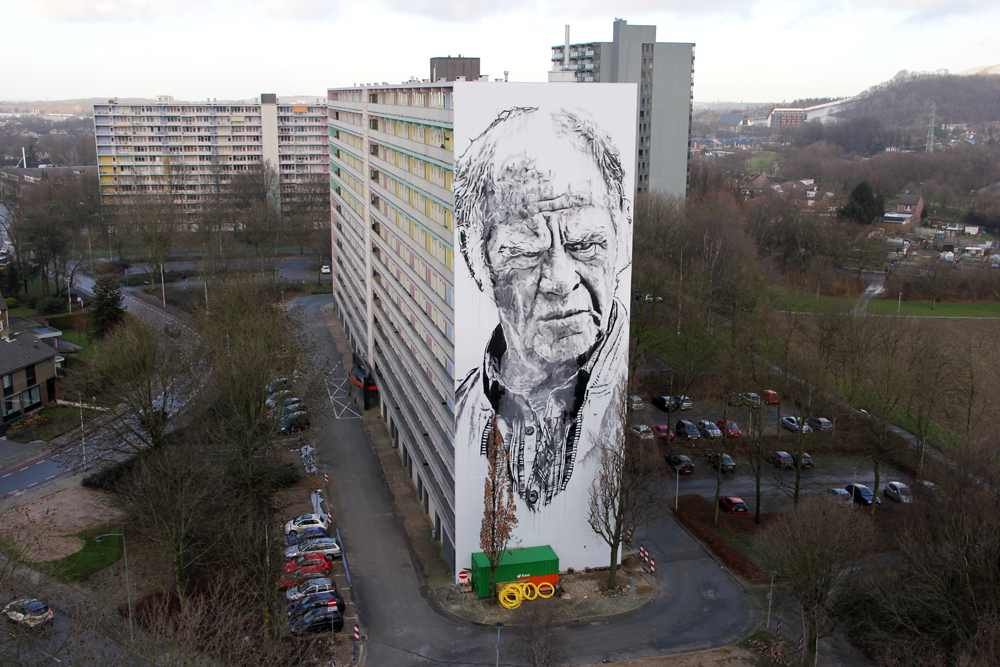
Muurschildering te Heerlen, 2014
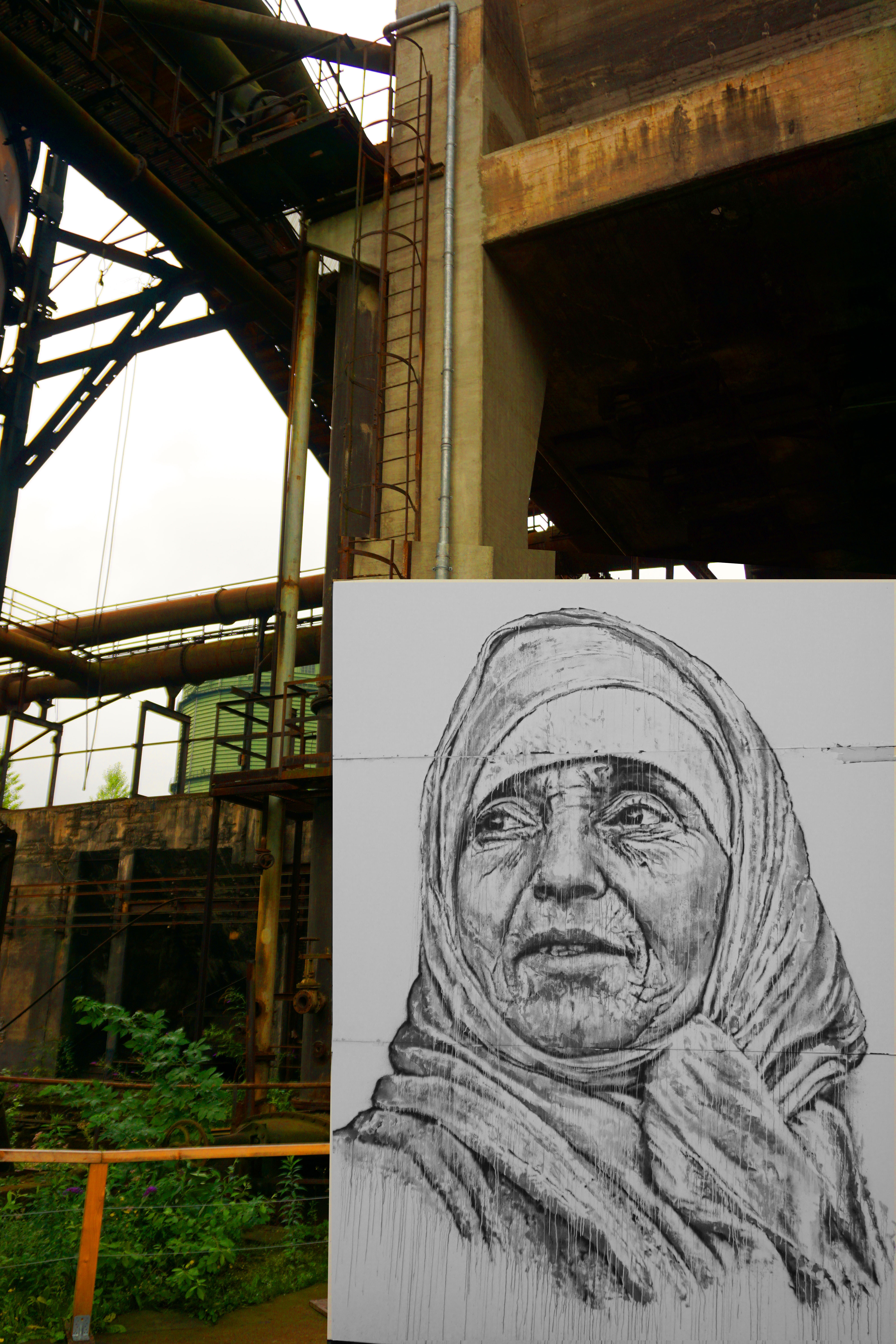
Muurschildering te Völklingen, 2017 (Urban Art Biennale)
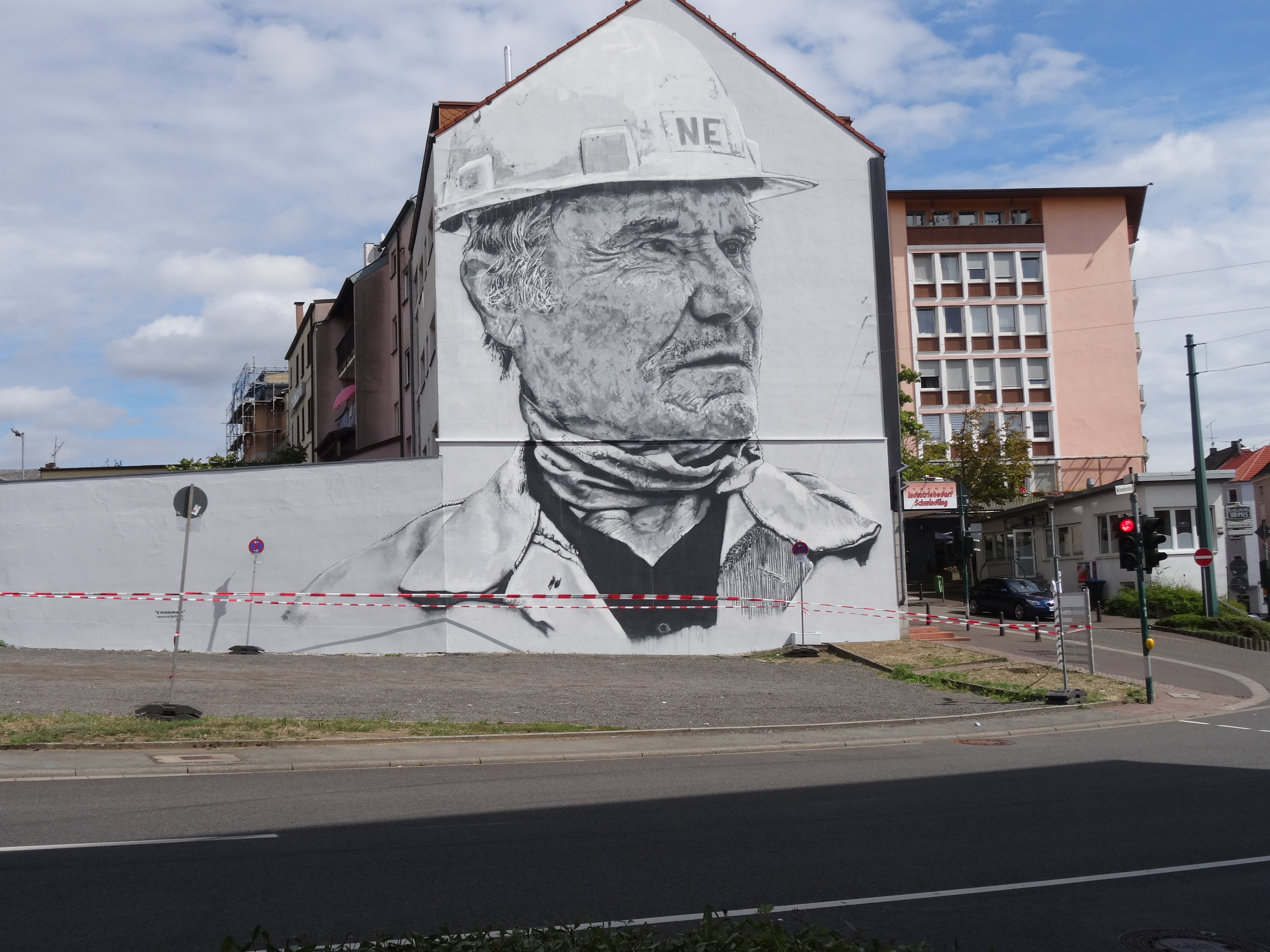
Muurschildering Staalarbeider, 2019, Neunkirchen